# هاشم صیامی
هاشم صیامی (زاده ۱۳۴۱ در طرقبه مشهد) ورزشکار و رئیس فدراسیون دو و میدانی جمهوری اسلامی ایران بود. وی سابقهٔ دبیری فدراسیون دو و میدانی را داشته‌است.
وی در ۲۰ مهر ۱۳۹۹ به‌عنوان رئیس فدراسیون دو و میدانی ایران انتخاب شد اما در ۱۷ اردیبهشت ۱۴۰۲ از سمت خود استعفا داد.

## عنوان ورزشی
- مقام چهارمی صحرانوردی جوانان کشور سال ۱۳۶۸
- مقام‌های استانی و دانشجویان کشور در سال‌های ۱۳۶۷–۱۳۷۳